# Габріелла Джорджеллі
Габріелла Джорджеллі (італ. Gabriella Giorgelli; нар. 29 липня 1941, Каррара, Королівство Італія) — італійська акторка. Знялася у більш ніж 70 фільмах в проміжку між 1960—1989 роками.
Народилася в Каррара, Італія, донька бізнесмена і домогосподарки. Коли Габріелла була ще дитиною, її батьки розлучилися і вона переїхала до фракції Кастельподжіо, де народилася її мати. Почала працювати через складну економічну ситуацію матері у віці 15 років як бариста та піцейола.
Перший дебют акторки відбувся у 1960 році, в дуже незначній ролі у фільмі «Всі вдома».
У 1961 році вийшла в фінал конкурсу Міс Італія, завдяки чому привернула до себе увагу медіа і почала отримувати пропозиції на більш значущі ролі у фільмах. Також грала ролі у декількох серіалах та ТВ-фільмах.

## Вибрана фільмографія
- Всі вдома (1960)
- Великий звір[ru] (1974)
- Незаймана — дружина (1975)
- Місто жінок (1980)
- Геркулес[en]
- Воскова маска[en] (1997)